# Pionen
Pionen és un antic refugi nuclear a la muntanya Södermalm, al carrer Renstiernas gata 35-37 d'Estocolm. Actualment és la seu d'un centre de dades. Va reobrir les seves portes l'11 de setembre de 2008, El seu propietari és el proveïdor d'Internet Bahnhof, i s'ha dissenyat com un escenari de pel·lícula de James Bond dels anys 60, amb cascades, vegetació, sales de reunió suspeses a l'espai i fins i tot els motors d'un submarí alemany com a decoració. A més del seu caràcter escènic, Pionen va obtenir notorietat el 2010, quan va acollir durant un temps els servidors plens de secrets de Wikileaks.